# Костел Св. Ізидора (Безпечна)
Костел Святого Ізидора Севільського — парафіяльний костел у селі Безпечна на Київщині, збудований у 1912-1915 роках; оригінальна неоготична пам'ятка. Має статус щойно виявленої пам'ятки архітектури місцевого значення.

## Архітектура
Костел збудований у стилі неоготики, має риси північно-італійської архітектури. Костел збудований з каменю, на кам'яному підмурку. Має розміри 18 (довжина) на 9 (ширина) метрів. Внутрішні розміри 12 на 8 метрів.

## Історія
Донедавна вважалося, що костел було збудовано ще у 1870-х роках, однак новітні дослідження спростовують це — храм постав набагато пізніше.
1912 року мешканка Безпечної Станіслава Ястржембська висловила бажання спорудити на цвинтарі католицьку каплицю. Фундатор мав внести кошти на будівництво, тож Станіслава Ястржембська 28 березня 1912 року внесла заклад у розмірі 2300 рублів.
4 серпня 1912 року католицький Луцько-Житомирський єпископ звернувся до київського губернатора щодо дозволу на спорудження каплиці та затвердження її проекту. Вже 25 серпня губернський інженер Володимир Безсмертний направив готовий проект та кошторисні розрахунки (4500 рублів) молодшому архітектору Василю Коробцову. 16 жовтня 1912 року було затверджено проект каплиці та кошторисну вартість 4545 рублів. Невдовзі розпочалося будівництво каплиці.
13 січня 1914 року каплицю було оглянуто повітовим справником та уповноваженими мешканцями Безпечної. Було повністю зведено стіни, влаштовано дах, однак на той момент ще не було дверей, паперті, не були засклені вікна, не завершене було тинькування стін зовні.
Нарешті, 29 серпня 1915 року Станіслава Ястржембська повідомляла київському губернатору про повне завершення будівництва каплиці.
Після захоплення влади більшовиками каплицю було закрито (точний рік невідомий). Після 2 Світової війни православна громада зверталась із проханням надати для проведення богослужінь зокрема і споруду недіючого костелу. Проте храм було розміщено у колишній церковно-парафіяльній школі.
Духовне життя костелу Св. Ізидора було відновлено лише наприкінці 1980-х-на початку 1990-х років. Відтоді це діючий католицький храм.
Це один із двох сільських костелів Київщині.